# Anisa Wahab
Anisa Wahab (Kabul, 1956 – 18 aprile 2010) è stata un'attrice afghana.
La sua carriera teatrale è iniziata quando era bambina. Ha co-fondato Theatre Exile in Pakistan e si è esibita a livello internazionale fino alla propria morte.

## Biografia
Anisa Wahab nacque a Kabul, in Afghanistan, nel 1957. Iniziò a recitare da bambina, esibendosi per la televisione afghana. Nel 1963, il padre di Wahab le fece fare un provino per il ruolo di un ragazzo in uno show televisivo afghano, che divenne il suo primo ruolo da attrice. Insegnò canto ai bambini dal 1973 al 1982 presso il locale Palazzo dei Pionieri a Kabul. Si esibì al Teatro Mazar per due anni negli anni '90. Recitò anche in soap opera prodotte dalla BBC.
Da adulta, si esibì sul palco, in televisione e in film in Afghanistan fino al 1992, quando andò in esilio. Quando i talebani presero il controllo dell'Afghanistan, Wahab si trasferì a Peshawar, in Pakistan. Mentre risiedeva lì, si esibì in progetti per la BBC e partecipò a programmi a sostegno dei diritti dei bambini. Co-fondò Theatre Exile in Pakistan, una compagnia teatrale creata da artisti afgani in esilio. Con Theatre Exile, si esibì in "Beyond the Mirror", uno spettacolo scritto in collaborazione con il Bond Street Theatre di New York. È stata la prima collaborazione tra teatri afghani e americani.
Infine, ritornò a Kabul. Nel 2004, Wahab si esibì in una produzione sponsorizzata dalle Nazioni Unite per sensibilizzare sull'HIV/AIDS in Afghanistan. Fu altresì portavoce dell'UNICEF.
Wahab suonava tabla e tambur.